# S14 (organización)
S14, conocido también como C14 o Sich  (en ucraniano: Січ, romanizado: С14), fue una organización neonazi, ucraniana fundada en 2010. En 2018, ganó notoriedad, por su participación en ataques violentos contra campamentos gitanos. En 2020, el grupo se auto disolvió, continuando bajo el nombre  "Fundación para el Futuro".

## Historia
El C14, se fundó en 2010, siendo el ala juvenial del partido político ultranacionalista Svoboda. S14 fue unos de los grupos de extrema derecha activos durante el movimiento Euromaidan (noviembre de 2013 a febrero de 2014). Estuvieron involucrados en escaramuzas con los partidarios del gobierno conocidos como titushky. En noviembre de 2017, el grupo se agregó a la base de datos de violencia política del Consorcio de Investigación y Análisis del Terrorismo. Hasta 2018, junto a Batallón Azov, (perteneciente al partido Cuerpos Nacionales), el C14 fue reconocido por la Ofician de Democracia, Derechos Humanos y Trabajo del Departamento de Estado de los Estados Unidos como un grupo de odio nacionalista. El S14 comparte los objetivos neonazis del Batallón Azov y de la Asamblea Nacional Socialista .  En OpenDemocracy, Denys Gorbachov comentó que el "C14 combina el mensaje genérico del "patriótico saludable" con pistas más sutiles que puede ser descifradas fácilmente por los miembros de la subcultura (como la fecha simbólica del pogromo gitano en el cumpleaños de Hitler o de hecho, el mismo nombre de la organización)".
En 2017, el S14 fue acusado, de haber estado involucrado en su apuñalamiento del activista de izquierda y antibélico Serhiyenko. El día después del ataque, el líder del S14 Yevhen Karas acusó Serhiyenko de haber apoyado los disturbios prorrusos de 2014 en el Óblast de Kharkiv y la anexión de Crimea por parte de la Federación Rusa, y aformó que "lejos de ser el primero, pero no el último, ataque contra los bacilos del terrorismo, escondido en medio de las pacíficas calles ucranianas". En noviembre de 2017, S14 fue acusado por el ex miembro Dmytro Riznychenko de cooperar con el Servicio de Seguridad de Ucrania (SBU), y Karas se jactó abiertamente de ello.
En enero de 2018, S14 protestó contra la manifestacióm anual en conmemoración de Anastasia Baburova y Stanislav Markelov, dos antifascistas rusos asesinados, gritando a los manifestantes y atacándolos con huevos y bolas de nieve; La manifestación ha sido un objetivo anual de la extrema derecha. En marzo de 2018, en el Distrito Holosiivskyi de Kiev firmó un acuerdo en el que permite establecer una guardia municipal encabezada por un representante del C14 para patrullar las calles de la ciudad capital. Esta decisión fue criticada por grupos de derechos humanos mencionando que  “Ucrania se está hundiendo en un caos de violencia descontrolada planteada por grupos radicales y su total impunidad. Prácticamente nadie en el país puede sentirse seguro en estas condiciones.” Como en algunos casos la policía arrestó a manifestantes pacíficos en lugar de perpetradores violentos, como la violencia de 2018 y otros ataques en marzo del mismo año contra los manifestantes durante el Día Internacional de la Mujer, dijeron que los grupos de extrema derecha, entre ellos C14, actuaban bajo "una apariencia de patriotismo" y "valores tradicionales", y tanto la policía como el estado les permitieron operar bajo una "atmósfera de impunidad casi total que no puede sino animar a estos grupos a cometer más ataques".
En junio del mismo año, el S14 ganó la atención internacional luego de informes que los involucraban en violentos ataques contra campamentos romaníes. Un día después del ataque, Karas publicó una entrada de su blog titulada "Safari separatista", clamando responsabilidad del ataque, haciendo amenazas "sobre los gérmenes de los terroristas que se esconden en las pacíficas calles de Ucrania".  Amnistía Internacional, Freedom House, Front Line Defenders y Human Rights Watch firmaron una "Carta conjunta al Ministro del Interior y al Fiscal General de Ucrania sobre los grupos radicales" citando a C14, junto con Karpatska Sich, Pravy SeKtor, Traditsii i Poryadok, que han "llevado a cabo al menos dos docenas de ataques violentos, amenazas o casos de intimidación en Kiev, Vinnitsa, Uzhhorod, Lviv, Chernivtsi, Ivano-Frankivsk y otras ciudades ucranianas". El 14 de junio del 2018, Hromadske Radio informó que el Ministerio de Juventud y Deportes de Ucrania estaba financiando al S14 para promover "proyectos nacionales de educación patriótica", por los que recibieron  casi $17,000. S14 también otorgó fondos a la Asamblea Educativa y Escondite de Holosiyiv, vinculados a la extrema derecha.
En octubre del mismo año, Serhiy Bondar, un joven miembro del S14, habló en un evento centrado en la seguridad comunitaria en la America House Kyiv, que luego afirmó que la invitación no se había arreglado con ellos. El corresponsal de Radio Free Europe/Radio Liberty (RFERL), Christopher Miller, lo describió como "perturbador".  El 19 de noviembre de 2018, S14 y otras organizaciones políticas nacionalistas ucranianas de extrema derecha, entre ellas el Congreso de Nacionalistas Ucranianos, la Organización de Nacionalistas Ucranianos y Pravy Sector, respaldando a Ruslan Koshulynskyi en las elecciones presidenciales de Ucrania de 2019, donde obtuvo el 1,6% de los votos. En marzo de 2019, se anunció una cooperación entre S14 y la SBU; la SBU instruyó a S14 para realizar ciertas tareas que la SBU no podía realizar por razones legales. En marzo de 2021, los miembros del S14 fueron elegidos para el Consejo Público en el Ministerio de Asuntos de Veteranos del país, junto al Batallón Azov,se asoció en noviembre de 2019 a grupos y líderes de extrema derecha participaron en la formación del ministerio, que se formó desde noviembre de 2018.
El 17 de octubre de 2019, la figura de extrema derecha Andriy Madvedko organizó un evento, que preside una organización de veteranos de la guerra en Donbass vinculada al S14 y al sospechoso del asesinato del periodista Oles Buzina; el evento, un concierto al que asistieron, entre otros, la banda neonazi y negacionista del Holocausto Sokyra Peruna, también asistieron los ministros del gobierno de entonces, entre ellos el primer ministro Oleksiy Honcharuk y la ministra Oksana Koliada . Tras duras críticas, Honcharuk justificó su presencia afirmando que muchas bandas diferentes habían asistido al evento que había visitado el lugar por invitación de un grupo veterano, no porque sea fanático de Sokyra Peruna.

## Imagen
El S14 (como se escribe en el alfabeto ucraniano) dice que se parece a Sich ( en ucraniano: Січ), el nombre dado a los centros administrativos y militares de los cosacos en el siglo XVI al XVIII. Los expertos y el Consorcio de Investigación y Análisis del Terrorismo han informado que el número 14 en el nombre del grupo se ha visto como una referencia al eslogan de las Catorce Palabras acuñado por David Lane,  un supremacista blanco estadounidense. El académico Anton Shekhovtsov ha definido a la organización como un "movimiento neonazi", mientras que el sociólogo Volodymyr Ishchenko lo describió "un grupo terrorista neonazi... cuya principal actividad es acosar y aterrorizar a los periodistas, blogueros y ciudadanos de la oposición". 
El líer del C14 Yevhen Karas se ha defendido de los detractores que lo llamaron "nazi" y que su grupo era neonazi. Según Karas, sus enfrentamientos fueron principalmente contra grupos étnicos no ucranianos, que dijo que controlaban las fuerzas políticas y económicas del país, quienes señalo con judíos, polacos y rusos. Dijo: "No nos consideramos una organización neonazi, somos claramente nacionalistas ucranianos". En 2018, el ex miembros Dmytro Riznychenko dijo a Radio Svoboda: "En C14 son todos neonazis. Es una definición bastante apropiada.” En mayo del mismo año, Hromadske escribió: "La mayoría de las acciones de C14 parecen estar dirigias a Rusia, o a aquellos que simpatizan con Rusia". El politólogo Andreas Umland dijo que el S14 "podría calificarse como neonazi", al igual que Vyacheslav Likhachev, autor del informe del Freedom House de 2018 sobre la extrema derecha en el país, otros investigadores o politólogos como Anna Hrytsenko Iván Katchanovski, y Branislav Radelic. Likhachev dijo que miembros del S14 decoraron el edificio de la Administración Estatal de la Ciudad de Kiev capturado durante el Euromaidán con simbolismos y banderas neonazis,que continuaron usando. En junio de 2018 Radio Free Europe/Radio Liberty informó que miembros del grupo habían expresado abiertamente su posición neonazi. En ese mismo mes Halya Coynash escribió un artículo titulado "Los vigilantes neonazis C14 parecen trabajar con la policía de Kyiv en la última 'purga' de romaníes en Ucrania".
El 6 de agosto de 2019, el Tribunal Comercial de Kiev falló a favoy del C14 después de un tuit  del 4 de mayo de 2018, donde  Hromadske, que apeló, se refirió al grupo comoneonazi. Después del fallo, Hromadske publicó "Los neonazis que no quieren ser llamados neonazis", reportando: "El tribunal señaló que la información distribuida por Hromadske en mayo de 2018 "daña la reputación"  del C14 y ordenó a Hromadske a refutar la información y pagar ₴3500 grivnas ($136 dólares estadounidenses) en tasas judiciales del C14. Hromadske sostiene que tiene derecho a utilizar esa terminología". El fallo cue criticado por grupos de derechos humanos, periodistas y observadores nacionales e internacionales, y la Oficina del Representante para la Libertad de los Medios de la Organización para la Seguridad y la Cooperación en Europa expresó su preocupación por que "va en contra #mediafreedom (libertad de prensa) y podría desalentar el trabajo periodístico" en Ucrania. Medios internacionales como Al Jazeera, Bellingcat, La Croix, The Economist, The Guardian, Haaretz, The Nation,  Reuters, Radio Free Europe/Radio Liberty, y el The Washington Post, así como el Parlamento del Reino Unido, y organizaciones de derechos humanos como el European Roma Rights Centre, Hope not Hate, Grupo de Protección a los Derechos Humanos de Kharkiv, PEN Ucrania, y el Museo Conmemorativo del Holocausto de los Estados Unidos, entre otros, se han referido al S14 como un grupo neonazi. El fallo del Tribunal de Comercio de Kiev se confirmó el 7 de noviembre de 2019. El día anterior, Matthew Schaaf, director de Freedom House en Ucrania, dijo que el fallo "podría dañar seriamente la cobertura mediática de eventos importantes en Ucrania en condiciones en las que muchos medios y periodistas  aplican la autocensura". Tras el fallo, los críticos argumentaron que no era suficiente que el término neonazi fuera ofensivo, también debía ser falso, lo que el tribunal no estableció porque ignoró las opiniones de los expertos. El 21 de enero de 2020, el Tribunal Supremo de Ucrania rechazó la apelación de Hromadske y el caso fue llevado al Tribunal Europeo de Derechos Humanos .

## Disolución y sucesor
Durante el otoño del 2019, el líder del S14, Yevhen Karas, anuncio la creación del nuevo movimiento político "Sociedad para el Futuro", cuyo objetivo unir a varios grupos nacionalistas radicales, incluidos el S14, Phoenix y algunos veteranos del disuelto Batallón OUN. En marzo del 2020, S14 pasó a llamarse oficialmente "Fundación para el Futuro", que actuará el ala juvenil de la Sociedad para el Futuro.

## Lectura Externa
- «uk:C14 – Праворадикальна група з молодіжними таборами, парамілітарним крилом та історією насильства» [C14 – Grupo radical de derecha con campamentos juveniles, ala paramilitar e historial de violencia]. Reporting Radicalism (en ucraniano). Freedom House. Consultado el 12 de marzo de 2022.
- Opryshko, Lyudmila (19 de octubre de 2019). «uk:Аналіз рішення Господарського суду м. Києва від 06.08.2019 у справі № 910/10429/18 за позовом Громадської організації 'СІЧ-С14' до Громадської організації 'Громадське телебачення' про визнання інформації недостовірною та зобов'язання вчинити ді» [Caso Hromadske v. C14: La Suprema corte falla a favoy de radicales de extrema derecha ruled] (en ucraniano). Human Rights Platform. Consultado el 12 de marzo de 2022.